# Weeting-with-Broomhill
Weeting-with-Broomhill is een civil parish in het bestuurlijke gebied Breckland, in het Engelse graafschap Norfolk met 1839 inwoners.